# ラ・シャペル＝ウラン
ラ・シャペル＝ウラン （La Chapelle-Heulin）は、フランス、ペイ・ド・ラ・ロワール地域圏、ロワール＝アトランティック県のコミューン。

## 地理

県におけるラ・シャペル＝ウランの位置

ラ・シャペル＝ウランは、ナントの東22km、アンスニの南32km、ショレの西43kmに位置する。ミュスカデ栽培区域内にあるコミューンである。
1999年にINSEEがまとめた順位表によれば、ラ・シャペル＝ウランは都市圏に含まれる農村型コミューンで、ナント都市圏の一部である。

## 由来
地元で話されるオイル語の一種、ガロ語ではLa Chapèll-Oeleinとなる。

## 歴史
フランス革命時代、教区はヴァンデ戦争の影響を受けた。
1793年には共和国軍がラ・シャペル＝ウランに駐屯した。1794年、共和国軍の地獄部隊が村のほぼ全ての住宅を破壊した。

## 人口統計
| 1962年 | 1968年 | 1975年 | 1982年 | 1990年 | 1999年 | 2006年 | 2011年 |
| ------ | ------ | ------ | ------ | ------ | ------ | ------ | ------ |
| 1216   | 1212   | 1307   | 1800   | 1838   | 1859   | 2715   | 3209   |

参照元:1999年までEHESS/Cassini、2004年以降INSEE